# Санта-Мария-дель-Соккорсо (станция метро)
Санта-Мария-дель-Соккорсо — станция линии B римского метрополитена. Открыта в 1990 году.

## Окрестности и достопримечательности
Вблизи станции расположены:
- Церковь Санта-Мария-дель-Соккорсо
- Тибуртинская дорога

## Наземный транспорт
Автобусы: 111, 163, 309, 450.